# Kızlarçayı, Erzin
Kızlarçayı là một xã thuộc huyện Erzin, tỉnh Hatay, Thổ Nhĩ Kỳ. Dân số thời điểm năm 2011 là 1.147 người.